# Bahabón de Esgueva
Bahabón de Esgueva ist ein Ort und eine nordspanische Landgemeinde (municipio) mit nur noch 84 Einwohnern (Stand: 2024) im Süden der Provinz Burgos in der Autonomen Gemeinschaft Kastilien-León. Der Ort gehört zur bevölkerungsarmen Region der Serranía Celtibérica.

## Lage und Klima
Der Ort Bahabón de Esgueva liegt auf dem Nordufer des Río Esgueva in der kastilischen Hochebene (meseta) gut 60 km (Fahrtstrecke) südlich von Burgos bzw. ca. 20 km südlich der Kleinstadt Lerma in einer Höhe von ca. 915 m. Das Klima ist gemäßigt bis warm; Regen (ca. 500 mm/Jahr) fällt übers Jahr verteilt.

## Bevölkerungsentwicklung
| Jahr      | 1857 | 1900 | 1950 | 2000 | 2018 |
| Einwohner | 414  | 444  | 496  | 139  | 73   |

Die Mechanisierung der Landwirtschaft und die Aufgabe bäuerlicher Kleinbetriebe haben seit der Mitte des 20. Jahrhunderts zu einem Verlust von Arbeitsplätzen und in der Folge zu einem deutlichen Rückgang der Einwohnerzahlen geführt.

## Wirtschaft
Die Einwohner der Landgemeinde leben hauptsächlich von der Landwirtschaft (Ackerbau und Viehzucht). Seit den 1960er Jahren spielt auch die sommerliche Vermietung von Ferienhäusern (casas rurales) eine gewisse wirtschaftliche Rolle.

## Geschichte
Keltische, römische, westgotische und selbst maurische Spuren fehlen. Der Ort wird nach der Rückeroberung (reconquista) der Duero-Grenze durch die Christen im Jahr 1037 erstmals urkundlich erwähnt; seit dem ausgehenden 12. Jahrhundert gehörte er zur Grundherrschaft (señorio) des etwa 12 km südlich gelegenen Zisterzienserklosters San Pedro de Gumiel.

## Sehenswürdigkeiten
Einzige Sehenswürdigkeit des Ortes ist die ursprünglich romanische, in der Renaissance jedoch umgebaute Iglesia de Nuestra Señora de la Asunción mit ihrem Vierungsturm, der überdies noch von einem – später hinzugefügten – querstehenden Glockengiebel (espadaña) überhöht wird. Die zum Mittelgeschoss und somit zur Glockenstube des Turmes hinaufführende Außentreppe ist ebenfalls eine spätere Zutat. Interessant sind die verschiedenen Konsolfiguren unterhalb der Apsistraufe. Das Südportal zeigt deutliche Renaissanceformen. Das Kirchenschiff (nave) bewahrt einen Taufstein (pila) aus der Vorgängerkirche.